# Carril bici Albacete-Ribera del Júcar
El carril bici Albacete-Ribera del Júcar, también conocido como carril bici de la Ribera del Júcar, es un carril bici interurbano de 25 km de longitud que conecta la ciudad española de Albacete con Tinajeros, Valdeganga y el Júcar.

## Historia
El carril bici Albacete-Valdeganga fue construido entre 2002 y 2003, siendo inaugurado el 11 de abril de 2003 por el presidente de Castilla-La Mancha José Bono. Fue construido aprovechando el trazado de la antigua carretera que conectaba Albacete con Tinajeros y Valdeganga tras levantarse una carretera de nueva planta, la CM-3218, que sustituyó a la anterior. Tuvo un coste de 6,8 millones de euros aportados por la Junta de Comunidades de Castilla-La Mancha.
En 1993 el exjugador internacional panameño del Albacete Balompié Rommel Fernández, idolatrado en su país, cuyo estadio nacional lleva su nombre, falleció en lo que hoy en día es el carril bici Albacete-Valdeganga, entonces carretera, al estrellarse el coche en el que viajaba con un árbol en el tramo del mismo que discurre entre Albacete y Tinajeros. Todavía hoy en día se puede contemplar el ramo de flores en su memoria que permanece en el lugar de los hechos eternamente.
El 17 de julio de 2015 se inauguró la pasarela ciclista y peatonal de 412 m de longitud y 3 m de ancho de carril sobre la autovía A-31 que une el carril bici Albacete-Ribera del Júcar con el carril bici urbano de Albacete.

## Características

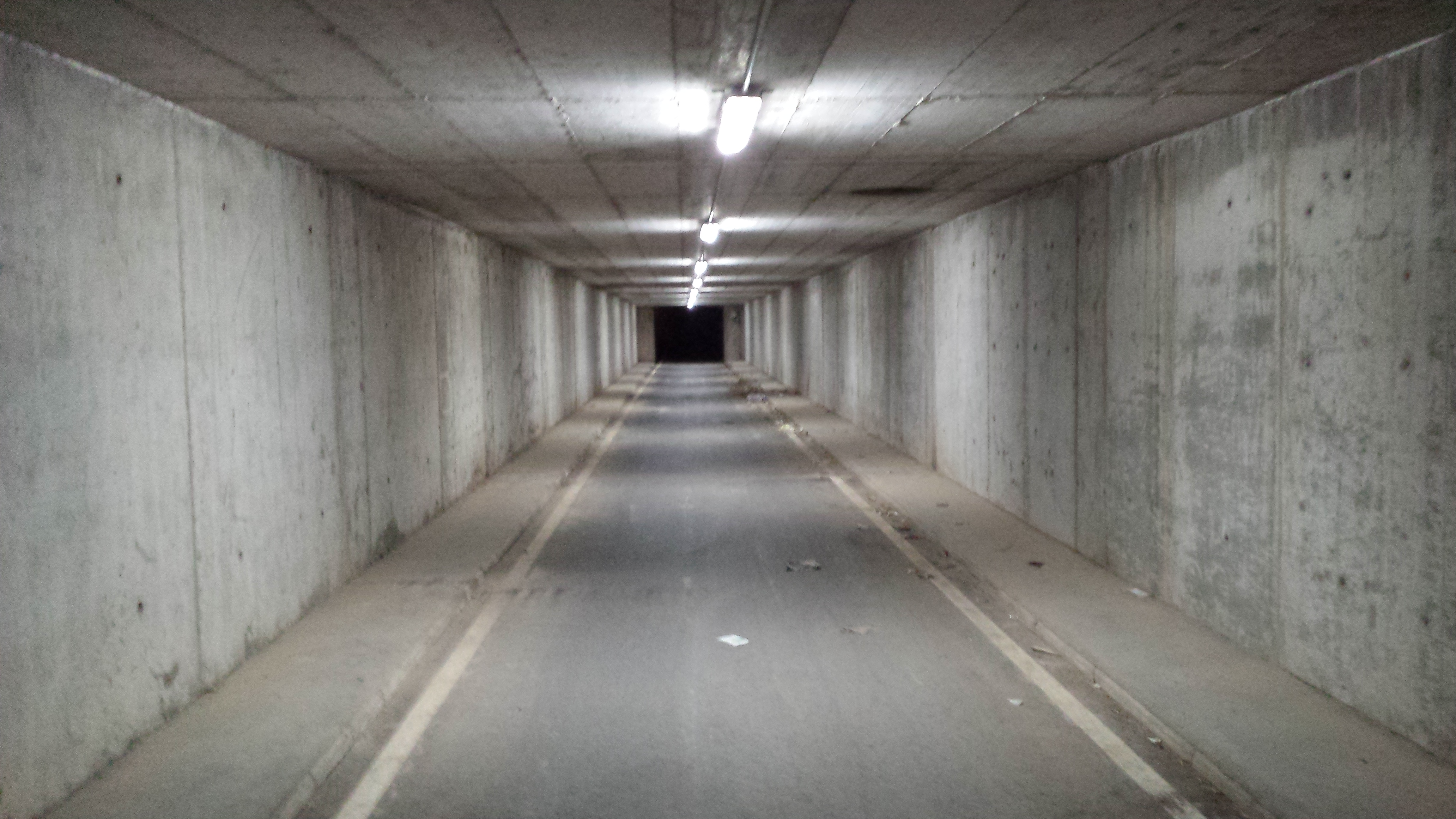
Vista nocturna del túnel subterráneo, iluminado, del carril bici de la Ribera del Júcar bajo el Parque Empresarial Ajusa

El carril bici Albacete-Valdeganga es un carril bici de tipo interurbano de 25 km de longitud. Conecta la ciudad de Albacete con Tinajeros, barrio rural de Albacete situado a 10,9 km de la misma, Valdeganga, municipio de la provincia de Albacete a 23 km de la capital, y la ribera del río Júcar. Comienza al este de la capital, junto al puente de la carretera de Ayora. Tiene pavimento de asfalto y es bidireccional. Cuenta con una anchura de 5 m en la mayor parte de su recorrido a excepción del primer tramo entre Albacete y el Parque Empresarial Ajusa, que tiene 3 metros, y el recorrido que discurre por Tinajeros, que tiene 1,5 m de ancho. En el tramo que discurre entre la ciudad de Albacete y el Parque Empresarial Ajusa está separado de la carretera adyacente por una barrera prefabricada de hormigón, que protege a los ciclistas. Cuenta con dos túneles a lo largo de su recorrido: uno situado bajo la entrada al Parque Empresarial Ajusa, y otro llegando a Valdeganga, al final del recorrido. Aunque su principal función sea la de montar en bicicleta, también es apto para correr, andar o patinar.

## Lugares de interés
Entre los lugares de interés que se encuentran en el camino destaca Albacete, la ciudad más grande y más poblada de la comunidad autónoma de Castilla-La Mancha, conocida como la Nueva York de La Mancha; el Centro de Recuperación de Fauna Salvaje de Albacete, hospital especializado en atender a las especies protegidas heridas; el Parque Empresarial Ajusa, del que destaca el majestuoso edificio que alberga la sede de la Corporación HMS; el Circuito de Albacete; el Centro Penitenciario de Albacete; dos áreas de ocio y descanso; dos aerogeneradores que se pueden visitar in situ en movimiento; la bajada y subida de Tinajeros; Tinajeros, barrio rural de Albacete, en el que se puede ver el canal de María Cristina a su paso por la localidad y la iglesia con el clásico reloj de su fachada, Valdeganga, municipio de la provincia de Albacete de 2000 habitantes, del que destaca la vista panorámica del río Júcar desde lo alto del pueblo, y la ribera del río Júcar.